# Encyclia xipheroides
Encyclia xipheroides är en orkidéart som först beskrevs av Friedrich Fritz Wilhelm Ludwig Kraenzlin, och fick sitt nu gällande namn av Paulo Campos Porto och Alexander Curt Brade. Encyclia xipheroides ingår i släktet Encyclia och familjen orkidéer. Inga underarter finns listade i Catalogue of Life.